# Aztec (Arizona)
Pour les articles homonymes, voir Aztec.
Aztec est une census-designated place du comté de Yuma, dans l'État de l'Arizona, aux États-Unis. En 2020, elle compte une population de 2 habitants.